# María la del Barrio
María la del Barrio (no Brasil: Maria do Bairro) é uma telenovela mexicana que foi produzida pela Televisa e exibida pelo Las Estrellas de 14 de agosto de 1995 a 26 de abril de 1996, em 185 capítulos, substituindo Si Dios me quita la vida e sendo substituída por La antorcha encendida. É baseada em Los ricos también lloran, de 1979, que é um remake da telenovela venezuelana Raquel ambas inspiradas em textos originais de Inés Rodena. María la del Barrio é a terceira e última telenovela da chamada Trilogía de las Marías, da qual também fazem parte María Mercedes (1992) e Marimar (1994).
Thalía interpreta a personagem título, uma garota vivaz e graciosa que, após a morte da madrinha, é levada para morar na mansão de uma rica e influente família pelo patriarca e se apaixona por um dos filhos dele, tendo que vencer a hostilidade dos demais moradores. Fernando Colunga interpreta o seu par romântico na trama, um rapaz inconsequente, mas que muda de vida ao conhecer Maria. Itatí Cantoral, Ana Patrícia Rojo e Roberto Blandón como os antagonistas principais. Silvia Caos, Ricardo Blume, Irán Eory, Carmen Salinas, Meche Barba, Rebeca Manríquez, Ludwika Paleta, e Osvaldo Benavides interpretam os demais papéis principais.
Foi exibida originalmente no Brasil pelo SBT, entre 20 de fevereiro e 26 de julho de 1997, substituindo Marimar e sendo substituída por Chiquititas. O enorme sucesso da trama fez com que ela fosse reprisada poucos meses após seu término. A primeira reprise foi exibida a partir 8 de dezembro de 1997. Ganhou novas reprises em 2004, 2007, 2012, 2013, 2015, sendo esta apenas para os estados que não têm programação local, 2022, sendo esta pelo canal de televisão por assinatura Viva e 2025. Em Portugal, foi exibida na RTP1, de 30 de março a 17 de julho de 1998, substituindo a reposição de Coração Selvagem e sendo substituída por Chiquititas. Também foi exibida na RTP Madeira, de 3 de agosto a 11 de dezembro de 1998, de manhã. 

## Antecedentes
María la del Barrio é a terceira telenovela da Trilogía de las Marías, a qual foi iniciada em 1992 com María Mercedes e sequenciada por Marimar, de 1994. Estas telenovelas têm em comum o fato de terem sido protagonizadas pela cantora e atriz mexicana Thalía, onde ela interpreta uma moça muito pobre e ignorante, de nome Maria. Outros pontos em comum são o de serem baseadas em produções venezuelanas das décadas de 1970 e 1980 escritas pela cubana Inés Rodena (1905-1985), que baseou-se em radionovelas anteriormente escritas por ela, e de contarem com a produção de Beatriz Sheridan e de Valentín Pimstein.

## Produção
Dando continuidade à trilogia, os produtores decidiram fazer um remake de Los ricos también lloran e convidaram Angelli Nesma Medina para encarregar-se da direção. Também optou-se por dar outro título à nova versão, a fim de que esta tivesse identidade própria; o título escolhido foi María la del Barrio (numa tradução livre: Maria do Bairro). A atriz Thalía assinou com a Televisa um contrato de cerca de 800 mil dólares para protagonizar a telenovela.

### Filmagens

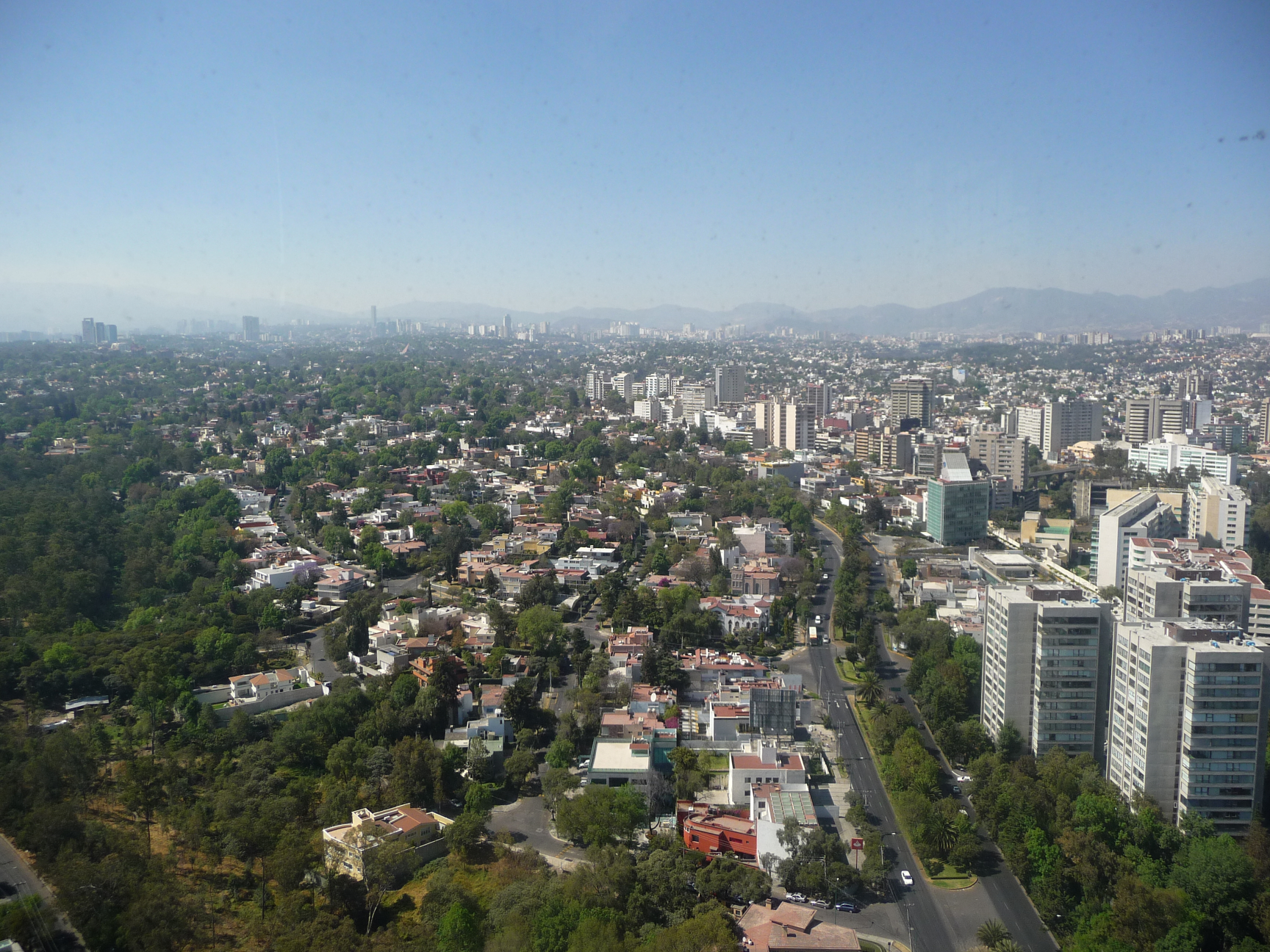
Vista aérea das Lomas de Chapultepec, bairro nobre de México D.F. onde grande parte da história é ambientada.

As filmagens da telenovela tiveram início no ano de 1995. A exuberante casa de Soraya Montenegro e a mansão dos Del La Vega, ficam  situadas em Jardines del Pedregal, uma luxuosa colônia residencial no sul da Cidade do México, onde abriga algumas das famílias mais ricas do país. Também é conhecido como lar da maior mansão da cidade.
A personagem-título ganhava a vida coletando material reciclável no lixo e, por isso, várias filmagens foram rodadas no maior aterro sanitário da Cidade do México, onde se encontravam várias famílias em extremo estado de miséria e que exerciam, na vida real, o mesmo trabalho que a personagem Maria exerce na ficção. Meses depois, os atores e os profissionais que fizeram parte da equipe voltaram com mantimentos e brinquedos para essas famílias que viviam perto do depósito. Enquanto os catadores vasculhavam as montanhas de lixo reais, Thalía vasculhava um "lixo cenográfico", pré-selecionado pela equipe técnica, a fim de não oferecer riscos à saúde e integridade da atriz ou dos outros membros da equipe. Grande parte da história tem por plano de fundo Lomas de Chapultepec, bairro nobre da capital mexicana e onde ficava a mansão dos Dela Vega.
Em uma das cenas da terceira fase, onde a protagonista se vê diante de um incêndio, Thalía sofreu acidentalmente queimaduras em parte da perna.
Em 2011, Thalía publicou uma autobiografia intitulada Cada día más fuerte, na qual narra alguns detalhes e lembranças deste seu trabalho. "María la del Barrio me lançou a um estrelato internacional inigualável", declara a atriz em seu livro, no qual ela também confessa que sempre vivia o sofrimento de suas personagens e, por isso, entrava muitas vezes em depressão nervosa durante o período em que as telenovelas eram gravadas.
Devido ao excesso de trabalho decorrente das gravações e da divulgação de seu álbum En éxtasis, a artista padeceu, em meados de 1996, de uma crise nervosa, vendo-se obrigada a suspender suas atividades profissionais e a permanecer em repouso absoluto em sua casa durante um tempo.
[Gravar no aterro sanitário e ver a miséria das famílias que lá estavam] me impactava muito! Sobretudo porque alí se encontravam desde cabeças de animais até mãos e pés de seres humanos, além de fetos em diferentes estágios de decomposição. Realmente muito forte! Quando eu caminhava sobre o lixo sentia que o chão se movia debaixo de mim como um tapete vivo: eram baratas e ratos que corriam debaixo dos sacos de plástico, caixas e papéis. Eu tinha que acabar de gravar e ir ao meu camarim, diretamente para o chuveiro. Não sei se era por querer tirar o cheiro, ou para lavar estas imagens tão fortes que giravam em minha mente.— Thalía, Cada día más fuerte (2011)

## Enredo

### Primeira fase (1978-85)

Maria do Bairro (Thalía), recém-chegada à casa dos De La Vega, molha Luís Fernando (Fernando Colunga) após uma discussão.

Maria Hernández Lorráz (Maria do Bairro) é uma jovem humilde, sem instrução e sonhadora que vive com sua madrinha Cacilda no bairro João Diego, na periferia da Cidade do México, e trabalha como catadora de material reciclável em um aterro sanitário. No dia em que Maria completa 15 anos, sua madrinha falece; antes, porém, em seu leito de morte, Cacilda pede ao padre Honório que ele encontre uma residência onde sua afilhada seja acolhida e tenha trabalho como empregada doméstica. A jovem órfã é acolhida pelo bondoso empresário Fernando de la Vega, patriarca da família de la Vega, uma das mais abastadas e influentes do país. Ele deseja lapidar a garota e torná-la uma mulher refinada, acolhendo-a como um membro da família. Fernando encontra resistência em sua esposa Vitória Montenegro de la Vega que, junto da empregada Carlota, despreza Maria desde o primeiro momento.
Luís Fernando, o primogênito do casal de la Vega, foi abandonado pela sua noiva Brenda, o que transforma-lhe em um indivíduo alcoólatra e misógino: ele jura que nunca mais se envolverá afetivamente com mulheres, apenas irá brincar com os sentimento delas. Ele inicialmente envolve-se com Maria com este objetivo, no entanto acaba apaixonando-se por ela. Já Soraya Montenegro é sobrinha de Vitória e, desde a adolescência, almeja conquistar Luís Fernando a qualquer custo. Soraya, além de prepotente e orgulhosa, é uma psicopata inata, e também despreza Maria, a qual se refere sob o adjetivo de "marginal".
Maria vai aos poucos conquistando a amizade e a confiança dos moradores e dos empregados da mansão, entre eles Vitória, que muda sua atitude com a jovem, e Guadalupe "Lupe" Linhares, governanta da casa, que a trata como filha, além de Vanessa e Vladimir, os outros filhos do casal de la Vega. Soraya aproveita-se de uma das rotineiras embriaguezes de Luís Fernando, leva-o para a cama e forja um exame de gravidez falso, o que faz com que ele sinta-se obrigado a casar-se com ela, mesmo amando Maria. Esta, a fim de esquecer Luís Fernando, por quem também é apaixonada, passa a namorar Vladimir; a jovem também recebe aulas de etiqueta e de alfabetização de Dona Carol, professora especialmente contratada por Fernando para lecionar para Maria. Luís também passa por uma transformação de personalidade: ele amadurece e deixa de ser um rapaz inconsequente e alcoólatra, passando a trabalhar na empresa de seu pai. Ele começa a desconfiar da gravidez de Soraya, e esta forja outro exame, agora dizendo que sofreu um aborto.
Soraya, que passa a morar na mansão dos de la Vega junto de sua preceptora Calixta (que cuida daquela com devoção desde que era uma menina), entra constantemente em atrito com Maria, e obstina-se a matá-la. Calixta, que também é curandeira, ajuda a sua protegida colocando ervas venenosas na água que Maria bebe. Esta passa mal e é internada num hospital, onde descobre-se a causa da enfermidade. Calixta revela a Soraya que é sua verdadeira mãe; com ódio por sua condição social, Soraya a expulsa da mansão. Osvaldo, o amante de Soraya, descobre o perverso plano e a denuncia. Em uma violenta briga, Soraya tenta matá-lo e acaba caindo da janela de um apartamento, sendo dada como morta. Maria se recupera, Luís Fernando pede ela em casamento e ela aceita.
A família de la Vega vai para a Espanha, para passar uma temporada, só ficando os recém-casados Maria e Luís Fernando na casa, pouco tempo depois, ele precisa viajar para o Brasil a negócios, deixando Maria na Mansão, Vladimir, vai à mansão pedir desculpas à Maria por não ter comparecido ao casamento dela com o irmão dele. Luís Fernando tem seu voo cancelado e volta a mansão, ao chegar flagra os dois abraçados, e ele tem uma crise de ciúmes, isso faz com que Luís Fernando e Maria se separem. No mesmo dia, Maria descobre que está grávida e encontra apoio e amizade em Lupe, a governanta da casa. Ela tenta localizar Luís Fernando para dar a notícia mas não o encontra. Dias mais tarde, Luís Fernando viaja ao Brasil a trabalho, com isso Maria o segue para contar que estava esperando um filho dele, mas é ignorada e humilhada por ele, e com isso volta ao México.
Maria passa toda a gravidez com profunda depressão, voltando a andar com roupas rasgadas e cabelos avoados. Momentos antes de ter a criança, Luís Fernando pede o divórcio de Maria, que sai de casa desesperada. A jovem dá à luz a seu filho, chamado Fernando, em um hospital público distante de casa. Ela recebe alta junto com a criança e sai vagando pelas ruas com o bebê no colo, chorando e querendo se matar. 
Com depressão pós-parto, acaba rejeitando a criança, e entregando o recém-nascido a uma vendedora de doces chamada Agripina. Em um breve momento e consciência, Maria percebe que não esta mais com seu filho e tentar sequestrar um bebê, acabando presa e encaminhado para um hospício, onde Lupe e Luís Fernando a encontram. Maria informa Luís Fernando que o bebê havia morrido, seguindo a sugestão do psiquiatra, Dr. Carreras, que acreditava que assim ela poderia permanecer casada e ter condições financeiras para reencontrar o filho.
Luís Fernando se culpa por tudo que aconteceu, e ao conseguir permissão para ver Maria, e pede perdão por tudo que a fez passar, e ela ainda, entre lágrimas, o perdoa. Luís Fernando decide compensar a dor da esposa de ter perdido o filho, adotando uma recém nascida chamada Maria dos Anjos, e a família a apelida de Tita. Maria rejeita aquela criança a princípio, ainda está arrependida e abalada por ter abandonado seu filho, e, até então, tomando ansiolíticos e  antidepressivos. Ela não queria adotar nenhuma criança, não queria substituir o filho que passou a procurar, mas faz de tudo para se tornar uma boa mãe para a menina, e só concordou com a adoção para fazer o marido feliz.
Alguns anos se passam. Maria ainda continua, junto de Lupe, a fazer buscas ao seu filho perdido. Um dia, Maria vê um garoto conversando com a pequena Tita e pergunta qual é seu nome, sem saber que aquele era seu filho. O menino responde Fernando e deixa Maria ainda mais determinada a encontrar a criança. 
A obstinada busca de Maria acaba por estragar seu casamento, pois o marido reclama constantemente que ela não dá atenção para ele e para a filha deles, e que ela precisa superar a morte do filho que tiveram, mas Maria sempre revida dizendo que o menino está vivo para ela, o deixando transtornado. Por causa disto, Lupe contratou Penélope, sua afilhada, para cuidar de Tita. Porém Penélope é má e ambiciosa, e maltrata Tita. Penélope se apaixona por Luís Fernando, e Luís Fernando se entrega e ambos se tornam amantes. Maria, após descobrir a verdade, demite Penélope, e pede o divórcio para Luís Fernando. No entanto, ele pede perdão a Maria e esta, por sentir-se de certa forma culpada e também em honra a memória do filho, o aceita de volta.

### Segunda fase (1993)
Depois de quinze anos, Fernando, chamado simplesmente de Nando, já trabalha como vendedor de loteria. Depois de vários anos, Maria o reencontra por acaso na rua quando ele tenta vender à ela bilhetes de loteria, e fica impressionada com a semelhança de seus olhos com os de Luís Fernando, passando a acreditar que possa ser o filho perdido dela. Assim, ela se torna amiga dele e passa a tratá-lo muito bem.
Numa noite, Agripina foi atropelada, passa muito mal e é internada em um hospital, e precisando de dinheiro para comprar os remédios de sua mãe, Nando acaba sendo influenciado por um amigo a roubar uma casa de ricos. Ele rouba a casa de Maria sem saber, e ela o flagra roubando sua casa, ela grita e Luís Fernando chega com uma arma e aponta para ele, que tenta explicar que foi roubar, pois precisava do dinheiro para comprar os remédios para sua mãe que está internada num hospital. 
Luís Fernando leva o garoto à delegacia e Nando é preso. No dia seguinte, Maria volta ao hospital e reconhece Agripina, que, por sua vez, não se lembra dela. Ela diz que está muito preocupada com Nando, então Maria mente, contando que ela o contratou para trabalhar em sua casa. Agradecida por Maria ter comprado os remédios necessários para sua recuperação, Agripina conta que Nando foi dado a ela por uma mulher que sofria de transtornos psicológicos, fazendo com que Maria conclua que o rapaz é de fato seu filho. Assim, Maria começa a sustentá-lo, sem ele saber que é sua mãe.
Tita, agora com quinze anos, é uma jovem bela e inteligente, mas muito mimada, que nunca se deu bem com sua mãe, Maria, a julgando por nunca ter dado carinho e atenção a ela. A adolescente não desconfia ser filha adotiva. A jovem passa a achar que Nando é amante da mãe, por vê-la sempre feliz ao lado dele. Então, para desmascarar a mãe, Tita começa a namorar com Nando, para ver se ele confessa seu caso com a mãe, mas Nando, inocente, se apaixona por ela. Sem perceber, Tita também se apaixona por Nando. Maria se vê obrigada a contar a Tita que Nando é o filho que abandonou, e por toda vida fingiu que ele havia morrido. Tita, arrependida de ter duvidado da mãe, pede perdão, mas se desespera por ter se sentido atraída pelo irmão e por ter feito com que ele se apaixonasse por ela, mas Maria a tranquiliza. Tita, para esquecer a paixão por Nando, começa a namorar com Bernardo, que é apaixonado por ela. Nando não consegue esquecer Tita, e sem saber que ela é sua irmã, sofre por ela. Um tempo depois, a menina descobre, através de um homem que revela ser seu pai biológico que é adotada dos De La Vega.
Penélope retorna, agora está casada com Zé Maria "Amorzinho", um malandro que faz chantagens a Maria e ameaça dizer a Luís Fernando que Nando é seu amante, assim, consegue dinheiro em troca do silêncio; anteriormente eles ameaçavam contar a verdade de sua origem para Tita  .
Com cartas anônimas, Luís Fernando é envenenado a acreditar que Maria o trai com outro homem, e contrata um detetive para seguir os passos da esposa, este que lhe conta que ela vai todos os dias ver um jovenzinho num edifício chique. Cego pelo ciúme, Luís Fernando vai embora de casa e pede o divórcio a Maria, acusando-a de adultério. Nesse tempo, Tita, ao descobrir a verdade sobre a adoção, pergunta a todos, que mentem à ela, e então vai à procura do pai na empresa, este que em um acesso de raiva revela toda a verdade à menina. Maria, consolando a filha, conversa com ela e a incentiva a ir atrás de Verônica, sua mãe biológica, e Clemente, seu pai, e conversar com eles.
Enquanto isso, na vila, Agripina, com medo das ameaças de Luís Fernando contra Nandinho, decide fugir com o garoto, junto de seu compadre Vera Cruz, para longe. Maria descobre e sofre por mais uma vez ter perdido seu filho. Ela descobre que Nando estava indo embora de trem, e os segue até a estação, onde tudo se revela.
Após Maria contar a Nando que ele é seu filho, ele vai morar com os De La Vega, e Luís Fernando sem saber que ele é seu filho, acredita que Maria levou seu amante para dentro de sua própria casa, e pega sua arma e vai obstinado a matar o amante de sua esposa. Depois de tentar atirar em Nando, Maria grita que ele é seu filho, e Luís Fernando começa a chorar. Maria o leva para o quarto, e ela lhe explica tudo o que escondeu por longos anos, e ele, arrependido, implora pelo perdão, e ela o perdoa novamente. Penélope e Zé Maria acabam presos por suas chantagens e crimes.

### Terceira fase (1996)
Soraya está quase recuperada de seu acidente que sofrera há dezoito anos, e frequenta um centro de reabilitação nos Estados Unidos, onde conhece Alícia, uma menina de dezessete anos que vive em uma cadeira de rodas. Alícia conta-lhe que seu pai Oscar é viúvo e milionário, então Soraya finge ser amigável com a garota e seduz Oscar apenas com a intenção de se casar com ele e herdar a fortuna. Ela consegue casar-se e logo assassina o marido, forjando uma morte acidental, assim herda grande parte da sua fortuna. Soraya retorna ao México disposta a se vingar de Maria e dos De La Vega, porém pelo testamento é obrigada a levar consigo Alícia e a preceptora dela, Esperança, passando a maltratá-las. A princípio, ela se mostra arrependida por tudo que fez, tentando convencer a família De La Vega, que fica muito surpresa ao descobrir que ela não está morta. Porém, ela conhece Nando e o seduz, induzindo-o para um mau caminho e colocando-o contra seus pais. O rapaz se convence das farsas e mentiras da amante e começa a desrespeitá-los, indo à mansão de Soraya diversas vezes apenas para beber e servir como objeto sexual. Lá, Fernando também conhece Alícia e Esperança, que o aconselha a parar de ir à casa. Com isso, Maria desconfia que a inimiga não mudou e apenas está usando o filho. Até que entre as idas de Nando, ele encontra Aldo com Soraya e descobre que nada era verdade. Ela fica deprimida e percebe que o ex-amante agora está apaixonado por Alícia e a proíbe de vê-lo. Em uma das festas de Soraya, Nando decide ver Alícia, mas a vilã os flagra e, numa crise de psicopatia, joga a enteada no chão, Esperança contra a parede, e corta o filho de Luís Fernando com uma tesoura afiada. Alícia é salva por Aldo, que estava na festa, e Esperança e Nando vão para um hospital onde ficam internados. Após dias, Maria e Luís Fernando denunciam Soraya, que fica presa por quinze dias até o julgamento, no qual ela é considerada inocente. Com ideia de se vingar, encontra sua mãe verdadeira, Calixta. Ela, muito pobre e doente, vive como mendiga, e reconhece a filha. Soraya, assustada por vê-la em sua casa, e com o ódio que sentia por ela, a empurra de propósito, e ela bate a cabeça e morre. Inicialmente, Nandinho é acusado pelo crime, pois sua carteira foi encontrada na casa de Soraya, já que tinha estado lá mais cedo para matá-la, mas para salvar o filho da prisão, Maria assume ter matado Calixta para proteger seu filho, sendo condenada e presa em uma penitenciária feminina. Na cadeia, ela reencontra Penélope, que arma vários conflitos para se vingar e faz com que Maria seja hostilizada pelas outras detentas e pela carcereira Rosenda. Enquanto presa, Maria é enganada por Soraya, em conluio com o advogado Gonçalo Dorantes, acreditando que Luís Fernando tinha traído ela com a vilã e afirmando ter provas contra ele, estas que Luís Fernando rebate dizendo serem falsas, já que Maria se recusava a mostrá-las a ele. Assim, Maria exige que Luís Fernando lhe dê o divórcio, para poder se casar com Gonçalo.
Maria e Nandinho acabam sendo inocentados do crime por falta de provas e Maria descobre que sairá no dia seguinte em liberdade, porém, durante à noite, acontece um grande incêndio no presídio, no qual Maria salva Penélope e consequentemente desaparece nas chamas. Com isso, todos são informados de que sua morte foi inevitável. Penélope, sensibilizada com a possível "morte" de Maria e por ela ter salvo sua vida, se arrepende de todo o mal que fez e decide seguir uma vida nova após sair da cadeia. Dias depois, Daniel, um médico de idosos, encontra Maria vagando pelas ruas, sem memória, e a leva para sua casa, onde trabalha como babá dos filhos do doutor, porém Cecília, uma mulher que quer reconquistar Daniel, a enfrenta. Depois de muitas armações contra Maria, provocadas por ciúmes, Cecília é descoberta e acaba sendo expulsa de casa por Daniel. Semanas depois, a diretora do presídio informa aos De La Vega que Maria está viva e, possivelmente, vagando nas ruas transtornada.

Soraya (Itatí Cantoral) finge-se de enfermeira e leva Maria do Bairro para uma cabana onde a ameaça de morte.

Nando e seu pai se entusiasmam e decidem procurá-la pelas ruas, porém Agripina sofre um infarto, deixando todos, principalmente Nando, desesperados. Soraya encontra Maria próxima ao parque enquanto fugia da polícia e cria planos para matá-la. Assim, se disfarça de enfermeira de um hospital onde estava Maria e aproveita a amnésia da rival, mente que sua filha Tita está passando mal e a leva de carro para uma cabana. Esperança e Alícia observam e contatam a família De La Vega.

### Final da trama
Agripina acaba se recuperando e sobrevive. Na cabana, em meio a uma briga, Soraya empurra Maria que cai, bate a cabeça e desmaia. Ao acordar, ela se lembra de tudo e Soraya confessa seus crimes chorando, além de revelar a falsidade das provas do adultério de Luís Fernando, completamente enlouquecida e ameaça Maria com um revólver.
As duas têm um longo embate e Maria mede Soraya várias vezes esperando o momento que ela se distraísse para tentar desarmá-la, só que antes que isso acontecesse Soraya vai embora e deixa Maria sozinha durante a noite inteira trancada ali. No dia seguinte ela retorna com um galão de gasolina e joga em toda a cabana, mas sem querer acaba molhando também  sua própria roupa. A empregada de Soraya revela onde a patroa está, e a polícia, junto a Luís Fernando, o doutor Daniel e o advogado Gonçalo Dorantez, vão até lá.
No meio de tantas ameaças de Soraya, Maria percebe um vacilo da vilã e tenta tenta tirar o revólver dela. As duas lutam e Maria segura as mãos de Soraya deixando-a contida por um tempo e por muito pouco não consegue desarmá-la. Mas a vilã reluta, com muito esforço consegue se soltar e derrubar Maria. Essa briga foi o estopim para que Soraya acendesse um fósforo e colocasse fogo na cabana. Nesse momento Luís Fernando, temendo pela vida da esposa, invade a casa conseguindo salvar Maria, mas Soraya, por estar suja de gasolina, acaba sendo tomada pelo fogo e morre carbonizada.
Dois meses depois, após melhorar do impacto de todos os acontecimentos em suas vidas, Luís Fernando e Maria comemoram felizes a vida nova com seus filhos. Graça, uma amiga de Maria que a conheceu no presídio, agora está trabalhando para Daniel como servente. Gonçalo encontra uma paixão. Urbano e Filipa afirmam que, finalmente, irão ficar juntos. Agripina casa-se com Veracruz. Nandinho e Alícia, que faz uma cirurgia e volta a andar, estão juntos também. Tita começa a namorar Aldo. Maria revela a Luís Fernando estar novamente grávida.

## Elenco e personagens

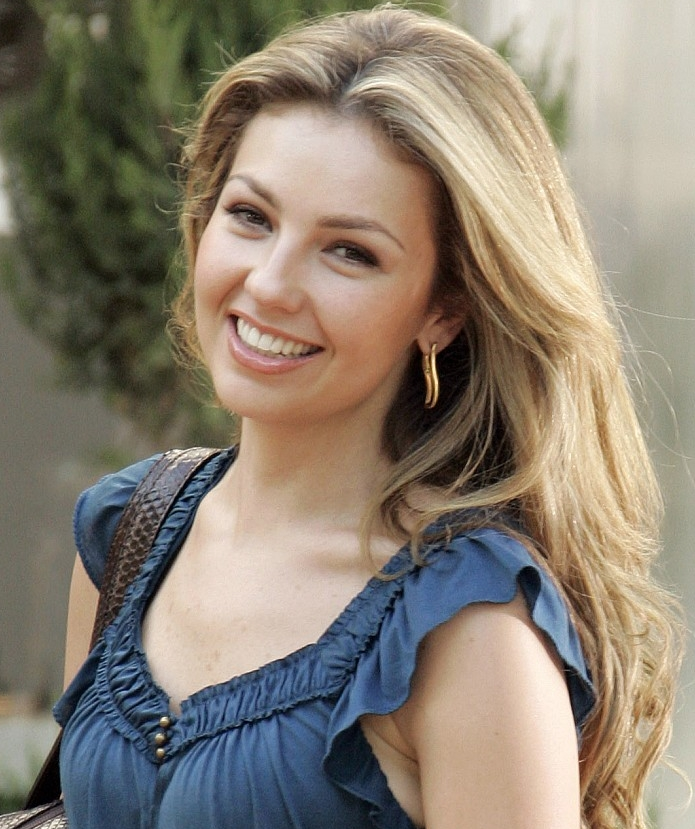
Além do papel-título, a atriz e cantora mexicana Thalía também interpreta o tema musical de María la del Barrio.

Thalía interpreta Maria Hernández Lorráz de la Vega, apelidada de Maria do Bairro, uma jovem que morava no Bairro San Diego com sua madrinha Cacilda Lorráz, interpretada por Aurora Molina, vizinha de Rufina (Yadira Santana) e seu filho Pedro (Sebastián Garza). Ao seu leito de morte, o padre Honório (Tito Guízar) promete a Maria que irá encontrar um lugar para ela morar e a leva para a mansão Dela Vega, habitada pelo patriarca Fernando de la Vega (Ricardo Blume), pela matriarca Vitória Montenegro de la Vega (Irán Eory), seus filhos Luis Fernando Dela Vega (Fernando Colunga), Vladimir de la Vega (Héctor Soberón) e Vanessa de la Vega (Montserrat Gallosa),a governanta Lupe (Meche Barba), a empregada Carlota (Rebeca Manríquez) e os cozinheiros Urbano Gonçales (Raúl Padilla), Filipa (Beatriz Moreno) e Alice (Gloria Izaguirre).
A assassina Soraya Montenegro (Itatí Cantoral) e a babá Penélope Linhares (Ana Patrícia Rojo) são as vilãs. A mãe de Soraya, Calixta Popoca (Sílvia Caos), era cúmplice de Soraya. Durante o aprendizado de Maria, ela conhece Dona Carol "Seño Caro" (Pituka de Foronda). José María "Papacito (Amorzinho)", Cano (Roberto Blandón) e Fantasma (Roberto Ballesteros) eram jogadores de cassino. Seguido dos filhos de Maria, Fernando "Nandinho" de la Vega Hernández (Osvaldo Benavides) e Maria dos Anjos "Tita" de la Vega Hernández (Ludwika Paleta), que é legítima de Clemente Barena (Daniel Gauvry) e Verónica Barena Robles de Castillo (Jéssica Jurado), criada por sua mãe Raymunda Robles del Castillo (Emilia Carranza), dos moradores do vilarejo Agripina Pérez (Carmen Salinas), Veracruz (René Muñoz), Caridad (Ninón Sevilla), seu sobrinho Más Notas (Eduardo Arroyuelo), Tonha (Claudia Ortega) e Lua (Adriana Rojo), do médico Rodrigo Suárez (Juan António Edwards) e sua enfermeira Elisa (Sara Montes). Os advogados Gonçalo Dorantes (Sebastián Ligarde), Elba Sanches (Lourdes Reyes), Abelardo Armenteros (Enrique Lizalde) e Oscar Montalbán (Manuel Saval), que tem uma filha cadeirante Alicia Montalbán Smith (Yuliana Peniche), acompanhada por sua preceptora Esperança Calderón (Ariadna Welter), do amigo de Soraya, Aldo Armenteros (Maurício Aspe), das presidiárias Grimelda "Leona" (Irlanda Mora), Graça Valdez (Rocío Sobrado), Romelia Aguado (Patricia Martínez), Tísica (Beatriz Monroy), Bertha (Evangelina Martínez), a carcereira Rosenda (María Prado), da diretora do presídio Matilde Chávez (Irma Torres), do médico Daniel Ordóñez (Ariel López Padilla), que tem dois filhos Carlinhos (Estebán Moldován) e Perlinha Ordóñez (Natasha Dupeyrón) e quer ser conquistado por Cecilia (Frances Ondiviela).
Nota: Segundo o roteiro original, a personagem Soraya Montenegro morreria de verdade na queda do prédio empurrada pelo personagem Osvaldo, seria seu fim nessa cena de fato, mas a queda na audiência fez a novela trazer a personagem de volta, pois o publico gostou muito da personagem e os produtores se viram obrigados a trazê-la de volta, a vilã Penélope Linhares seria a vilã oficial que substituiria Soraya na segunda fase e seria a antagonista até o fim da novela, mas Penélope não vingou como vilã e, pela queda na audiência, os produtores tiveram que mudar o roteiro e o rumo da história.

### Dublagem
A telenovela foi dublada em 1996, pelo estúdio de dublagem e legendagem carioca Herbert Richers. Contou com a direção de Marlene Costa e tradução de Manolo Rey.
| Dublador(a)                                         | Personagem                                                  |
| --------------------------------------------------- | ----------------------------------------------------------- |
| Guilene Conte                                       | Maria Hernández Lorráz (Maria do Bairro)                    |
| Ricardo Schnetzer                                   | Luís Fernando de la Vega                                    |
| Marisa Leal                                         | Soraya Montenegro                                           |
| Fernanda Baronne                                    | Penélope Linhares                                           |
| Flávia Saddy                                        | Vanessa de la Vega 1.ª fase Maria dos Anjos (Tita) 2.ª fase |
| Miguel Rosenberg (1.ª fase) Waldir Fiori (2.ª fase) | Fernando de la Vega                                         |
| Christiano Torreão                                  | Fernando Hernández de la Vega (Nandinho)                    |
| Nelly Amaral                                        | Vitória de la Vega                                          |
| Fernanda Crispim                                    | Alícia Montalbán Smith                                      |
| Nádia Carvalho                                      | Agripina Perez                                              |
| Renato Rosenberg                                    | Veracruz                                                    |
| Ruth Gonçalves                                      | Guadalupe (Lupe)                                            |
| Vânia Alexandre                                     | Carlota                                                     |
| Dolores Machado                                     | Esperança                                                   |
| Sérgio Muniz                                        | Aldo Armenteros                                             |
| Mário Cardoso                                       | Vladimir de la Vega                                         |
| Sônia Ferreira                                      | Caridade                                                    |
| Lia Farrel                                          | Calixta Popoca (Nana Calixta)                               |
| Francisco José                                      | Padre Honório                                               |
| Sônia de Moraes                                     | Filipa                                                      |
| Carlos Seidl                                        | Abelardo Armenteros                                         |
| Paulo Vignolo                                       | Manotas                                                     |
| José Luiz Barbeito                                  | José Maria Cano (Amorzinho)                                 |
| Isis Koschdoski                                     | Cecília                                                     |

## Exibições

### Exibição no México
Las Estrellas
A telenovela foi originalmente exibida no México pelo Canal de las Estrellas (nome comercial do canal XEW-TV) de 14 de agosto de 1995 a 26 de abril de 1996, em 185 capítulos. Veiculada de segunda-feira a sexta-feira às 21h30 no horário estrelar (21h e 22h), foi transferida para o horário das 21h. Desfrutou de índices de audiência de mais de 28%, tendo recebido o troféu especial de telenovela de maior audiência no Prêmio TVyNovelas 1996.
María la del Barrio conta com ao menos cinco reapresentações em seu país de origem. 
Foi reprisada pela primeira vez em 27 de outubro de 1997 a 27 de fevereiro de 1998 substituindo Marimar.
Foi reprisada pela segunda vez em 5 de dezembro de 2005, por ocasião dos dez anos da produção no canal Galavisión;
Foi reprisada pela terceira entre 14 de julho a 24 de outubro de 2008, às 12 horas, substituindo María Mercedes e sendo substituída por Marimar atingindo índices satisfatórios de audiência.
Foi reprisada pela quarta entre 11 de junho e 1 de outubro de 2012, também no horário das 12 horas substituindo a série La rosa de Guadalupe e sendo substituída por María Mercedes. ; 
Foi reprisada pela quinta vez pelo seu canal original, de 28 de novembro de 2022 a 03 de fevereiro de 2023 em 50 capítulos,substituindo Lo que la vida me robó e sendo substituída por Marimar, às 14h30.
TLNovelas
Foi reprisada pela primeira vez pelo canal TLNovelas entre 12 de outubro de 1998 a 17 de fevereiro de 1999.

### No Brasil
No Brasil, a trama foi apresentada em diversas ocasiões. A primeira delas foi de 20 de fevereiro a 26 de julho de 1997, substituindo Marimar, e sendo substituída por Chiquititas, em 136 capítulos. Durante a primeira exibição no país, Thalía visitou o Brasil e participou dos programas do SBT. O enorme sucesso da trama fez com que ela fosse reprisada poucos meses após seu término.
Foi reprisada pela primeira vez entre 8 de dezembro de 1997 e 10 de abril de 1998, substituindo a reprise de Maria Mercedes e sendo substituída pela inédita brasileira Fascinação em 107 capítulos.
Foi reprisada pela segunda vez entre 2 de agosto de 2004 e 7 de janeiro de 2005, substituindo Marimar e sendo substituída por A Usurpadora em 115 capítulos.
Foi reprisada pela terceira vez entre 12 de novembro de 2007 e 4 de março de 2008, substituindo A Usurpadora e sendo substituída por O Privilégio de Amar em 82 capítulos.
Foi exibida pela primeira vez pelo canal pago TLN Network entre 1 de Março a 7 de Julho de 2010 e sendo substituída por Rosa Selvagem.
Foi reprisada pela quarta vez entre 6 de fevereiro e 27 de julho de 2012, substituindo Marimar e sendo substituída por Maria Mercedes em 120 capítulos. Nessa transmissão a telenovela foi reclassificada de "livre" para não recomendada para menores de "10 anos", por conter violência.
Foi reprisada pela quinta vez entre 23 de setembro de 2013 e 21 de janeiro de 2014, substituindo mais uma vez Marimar e sendo substituída por Café com Aroma de Mulher em 85 capítulos .
Foi reprisada pela sexta vez apenas para os estados que não tem programação local, entre 19 de outubro de 2015 a 19 de fevereiro de 2016 em 90 capítulos, substituindo a telessérie Dupla do Barulho, e sendo substituída por mais 30 minutos do Bom Dia e Cia em São Paulo e pelo seriado Chaves, em Brasília, Pará, Rio de Janeiro, Rio Grande do Norte e Rio Grande do Sul, no horário das 14h.
Foi exibida pela segunda vez pelo TLN Network entre 26 de outubro de 2015 a 2 de março de 2016 substituindo Paixão e Poder e sendo substituída por Marimar.
Na TV por assinatura, foi exibida pelo Viva, canal pertencente ao Grupo Globo, entre 16 de novembro de 2022 e 25 de março de 2023, em 94 capítulos (com exibição dupla, exceto o último capítulo), substituindo A Usurpadora e sendo substituída por Amar a Morte às 20h30, com reprises às 3h20 e 11h45 e maratona aos sábados a partir das 8h45. Assim como a sua antecessora, essa é a sua primeira exibição fora do SBT. O último capítulo estava previsto para ir ao ar no dia 24 de março de 2023, mas uma falha técnica acabou repetindo os dois capítulos exibidos no dia anterior, gerando reclamações do público. O Viva pediu desculpas através das redes sociais e o capítulo correto foi ao ar no dia 25 de março, durante a reapresentação da madrugada, na maratona dos sábados e em um horário especial, às 21h, além da reapresentação no horário alternativo do dia 27, uma segunda-feira, às 11h15 e 20h.
Foi exibida pela terceira vez pelo TLN Network entre 17 de julho a 01 de dezembro de 2023 substituindo Antes morta que lichita e sendo substituída por Marimar. 
Está sendo reprisada pela sétima vez no SBT desde 21 de julho de 2025, substituindo mais uma vez A Usurpadora. Com essa exibição, a novela se torna uma das tramas mais reprisadas pela emissora e no país, com oito exibições, juntamente com A Usurpadora.

#### Outras Mídias
Foi disponibilizada na íntegra na plataforma de streaming Globoplay em 10 de dezembro de 2021.

### Em Portugal
Foi exibida em Portugal pela RTP1 entre 30 de março a 17 de julho de 1998.

### Exibição internacional
| País                 | Emissora(s)                                               | Título local                |
| -------------------- | --------------------------------------------------------- | --------------------------- |
| Angola               | TLN Network                                               | Maria do Bairro             |
| Albânia              | Vizion Plus                                               | María                       |
| Argentina            | Telefe Canal 9 Magazine TV                                | María la del barrio         |
| Armênia              | Shant TV                                                  | Մարիա թաղամաս               |
| Azerbaijão           | Ictimai Television                                        | Məryəm qonşuluq             |
| Venezuela            | Venevisión Televen                                        | María la del barrio         |
| Chile                | MEGA TV La Red                                            | María la del barrio         |
| Bolívia              | Bolivisión                                                | Maria la del barrio         |
| Bósnia e Herzegovina | Pink BH                                                   | Marija                      |
| Brasil               | SBT TLN Network Viva                                      | Maria do Bairro             |
| França               | GTV                                                       | Maria la del Barrio         |
| Geórgia              | Rustavi 2                                                 | მარია სამეზობლოში           |
| República Dominicana | Telemicro                                                 | María la del Barrio         |
| Grécia               | ΣΚΑΪ Alpha TV Alter                                       | Μαρία της γειτονιάς         |
| Estónia              | TV3                                                       | Maria                       |
| Estados Unidos       | Univisiοn Galavisiοn TeleFutura                           | Maria la del barrio         |
| Indonésia            | SCTV                                                      | Maria Cinta Yang Hilang     |
| Equador              | Canal Uno Gama TV TC Televisión                           | María la del barrio         |
| Israel               | VIVA                                                      | מריה מריה                   |
| Colômbia             | Canal Uno Canal Capital Inravisión Jorge Barón Televisión | María la del barrio         |
| Croácia              | Doma TV                                                   | Maria Sausjedstvu           |
| Chipre               | Sigma Antenna Cyprus                                      | Μαρία της γειτονιάς         |
| Lituânia             | TV3 TV8                                                   | Marija iš lūšnyno           |
| Moçambique           | ZAP Soaps                                                 | Maria la del barrio         |
| Nicarágua            | Televicentro                                              | María la del barrio         |
| Hungria              | RTL Klub                                                  | María, a lány a külvárosból |
| Uruguai              | Monte Carlo TV                                            | María la del barrio         |
| Panamá               | Telemetro                                                 | María la del barrio         |
| Paraguai             | SNT Telefuturo                                            | María la del barrio         |
| Peru                 | América Televisión                                        | María la del barrio         |
| Polónia              | TVP3                                                      | Maria z przedmieścia        |
| Portugal             | RTP1                                                      | Maria do Bairro             |
| Cabo Verde           | ZAP Soaps (Cape Verde)                                    | Maria                       |
| Roménia              | Acasa TV                                                  | Sărmana Maria               |
| Turquia              | ATV                                                       | Маria                       |
| Filipinas            | RPN-9                                                     | María la del Barrio         |

## Trilha sonora
A trilha sonora de María la del Barrio é composta apenas pela sua canção de abertura. Esta canção, que leva o nome da telenovela, também foi lançado como o quinto e último single do quarto álbum de estúdio de Thalía, gravado por EMI e intitulado En éxtasis.
Graças ao sucesso obtido pela trama em diferentes partes do mundo, o single esteve presente nas primeiras colocações de várias paradas. Ele alcançou a trigésima posição no Top Latin Albuns, sendo que na Latin Pop Airplay seu melhor desempenho foi o de 14°.
Devido ao seu êxito nas Filipinas, o tema foi regravado por Thalía em uma versão na língua tagalo, uma das línguas oficiais do país, com o título Mariang Taga Barrio, e foi incluído na coletânea Nandito Ako (1997).
| CD  |                         |                                  |         |  |
| N.º | Título                  | Compositor(es)                   | Duração |  |
| 1.  | "María la del Barrio"   | Viviana Pimstein, Paco Navarrete | 3:54    |  |
| 2.  | "Piel Morena (Remix)"   | Kiko Santander                   | 6:46    |  |
| 3.  | "Piel Morena (Karaokê)" |                                  | 4:42    |  |
| 4.  | "Entrevista con Thalía" |                                  | 15:11   |  |

## Prêmios e indicações
O Prêmio TVyNovelas é uma laureação anual realizada pela Televisa e pela revista TVyNovelas como reconhecimento às melhores produções da televisão mexicana, em especial telenovelas. A XIV entrega, que premiou o melhor de 1995, ocorreu no dia
7 de maio de 1996 e foi exibida pela televisão quatro dias depois.
| Melhor telenovela            | Angelli Nesma Medina      | Indicada |                |  |  |
| Melhor atriz protagonista    | Thalia                    | Indicada |                |  |  |
| Melhor atriz antagonista     | Itatí Cantoral            | Venceu   | Manuel Saval   |  |  |
| Melhor atriz coadjuvante     | Carmen Salinas            | Indicada |                |  |  |
| Melhor atriz principal       | Irán Eory                 | Indicada |                |  |  |
| Melhor atriz juvenil         | Ludwika Paleta            | Venceu   | Mara Croatto   |  |  |
| Melhor ator juvenil          | Osvaldo Benavides         | Venceu   | Carmen Salinas |  |  |
| Melhor história ou adaptação | Inés Rodena Carlos Romero | Indicada |                |  |  |
| Melhor tema musical          | Thalía                    | Indicada |                |  |  |

- Prêmio especial de telenovela de maior audiência (telenovela de mayor rating).[43]